# Джек Лінч
Джон Мері «Джек» Лінч (ірл. Seán Ó Loingsigh; 15 серпня 1917 — 20 жовтня 1999) — ірландський державний і політичний діяч, двічі обіймав посаду прем'єр-міністра країни.

## Життєпис
Народився в робітничій родині. У ранньому віці втратив матір. Після закінчення школи переїхав до Дубліна, де працював у районному управлінні молоко виробництва. У 19-річному віці повернувся в рідний Корк, де отримав роботу в канцелярії окружного суду. Від 1941 року відвідував вечірні курси з права Ірландського національного університету. Від 1943 року проходив стажування у дублінському Кінгс-інн, тоді ж почав працювати в міністерстві юстиції. 1945 року знову повернувся в Корк, де почав адвокатську практику.
Від 1946 року почав захоплюватись політикою. Вперше був обраний до парламенту 1948 року від партії Фіанна Файл. Став спічрайтером і помічником лідера партії Еймона де Валери. У 1951—1954 роках, коли Фіанна Файл перебувала при владі, був парламентським секретарем уряду. У 1951—1954 роках — депутат у Дойл Ерен.
Після повернення Фіанна Файл до влади став наймолодшим міністром уряду, 20 березня 1957 зайнявши пост міністра освіти, одночасно обіймав посаду міністра у справах Ірландії. Від 1959 до 1965 року очолював міністерство промисловості й торгівлі. Після цього до листопада 1966 року обіймав посаду міністра фінансів.
Після відставки Шон Лемасс з посади прем'єр-міністра й голови партії Лінч був обраний його наступником як компромісний кандидат.
На чолі уряду підписав низку угод з Північною Ірландією про співробітництво в галузі сільського господарства, торгівлі й туризму. За умов нестабільності, що зростала, вуличних заворушень і введення британських військ до Північної Ірландії звернувся до ООН з пропозицією ввести туди міжнародний миротворчий контингент і до британського уряду з пропозицією провести процес об'єднання двох Ірландій. Уздовж кордону було розміщено додаткові воєнізовані підрозділи та навіть проведено військові навчання Exercise Armageddon. Активно виступав за вступ країни до ЄЕС, що й відбулось 1 січня 1973 року.
Від 1972 року, після поразки на виборах, Лінч перейшов в опозицію. Втім, уже 1977 року після перемоги на парламентських виборах знову очолив уряд. Того разу його економічні реформи були не надто вдалими. Після відставки у грудні 1979 року був головою ради директорів низки ірландських компаній.